# Idioctis talofa
Idioctis talofa är en spindelart som beskrevs av Churchill och Raven 1992. Idioctis talofa ingår i släktet Idioctis och familjen Barychelidae.
Artens utbredningsområde är Samoa. Inga underarter finns listade i Catalogue of Life.